# مدرک اجازه کار

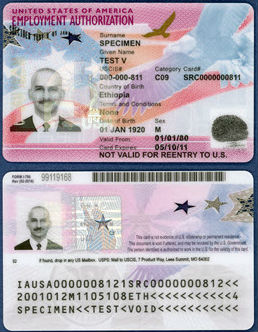
نمونه کارت اجازه کار مدل ۲۰۱۷

مدرک اجازه کار (انگلیسی: Employment authorization document) برگه اجازه کاری است که با مخفف ئی‌ای‌دی، به فرمI-۷۵۶ موسوم است. مدرکی است برای اجازه کار موقت که توسط خدمات شهروندی و مهاجرت ایالات متحده آمریکا (USCIS) برای کسانی که شهروند ایالات متحده آمریکا نیستند، صادر می‌شود.
این مدرک اجازه کار که در حال حاضر صادر می‌شود، یک کارت پلاستیکی است هم اندازه کارتهای اعتباری استاندارد اما با ویژگی‌های امنیتی چندگانه. کارت حاوی اطلاعات اساسی مربوط به شخص خارجی است از جمله نام، تاریخ تولد، جنسیت، رسته مهاجرت، کشور تولد، عکس، شماره ثبت نام نفر خارجی که به (A-Number) موسوم است، شماره کارت، شرایط محدودکننده فردی و شرایط و تاریخ اعتبار. در هر حال این کارت نباید با کارت سبز آمریکا اشتباه گرفته شود.

## دریافت مدرک اجازه کار
برای تقاضای یک کارت اجازه کار، افراد خارجی که واجد شرایط هستند می‌توانند فرم I-765 را برای گرفتن اجازه استخدام پر می‌کنند. متقاضیان باید این فرم را از طریق پستی به بخش خدمات اداره مهاجرت و خدمات شهروندی ایالات متحده آمریکا (USCIS) در منطقه‌ای که اقامت دارند، ارسال کنند. در صورتی‌که درخواست مورد تأیید واقع شود، یک کارت اجازه کار براساس رسته مهاجرتی فرد خارجی برای مدت زمان مشخصی برای وی صادر می‌شود.
اداره مهاجرت و خدمات شهروندی ایالات متحده آمریکا (USCIS) کارت اجازه کار را بر اساس رسته‌های زیر صادر می‌کند:
- تمدید برگه اجازه کار، نباید ۱۲۰ روز قبل از سر رسید موعد اعتبار کارت باشد.[۳]
- جایگزینی کارت اجازه کار به دلیل خراب شدن، دزدیده شدن یا نقص پیدا کردن.[۳]
- جایگزین کارت به دلیل ثبت اطلاعات نادرست، مانند یک نام اشتباه نوشته شده باشد.

برای کسانی که کارت سبز داشته و متقاضی اجازه کار هستند، اولویت بر منطبق کردن وضعیت حقوقی فرد است با پر کردن فرم (I-485).
در این خصوص توصیه می‌شود برای گرفتن ۲ درخواست اجازه کار و روادید مشروط و موقت (پارول) به‌طور همزمان اقدام شود. در نتیجه دیگر نیازی به ویزا برای ورود به آمریکا از طریق یک کشور خارجی و مهر زدن روی آن نیست.

## محدودیت‌ها
معیارهای واجدین شرایط برای اجازه کار. در قوانین فدرال، فقط خارجیانی که وضعیت حقوقی شان ثبت شده‌است واجد شرایط استخدام هستند.
هم‌اکنون بیش از ۴۰ نوع وضعیت مهاجرت در آمریکا وجود دارد که صاحبان آن‌ها از شرایط لازم برای پرکردن فرم درخواست برخوردارند.
کسانی هم که دارای همسر و فرزند می‌باشند ویزای E-1، E-2، E-3 یا L-1 به آن‌ها تعلق می‌گیرد.

## واجدین شرایط تقاضای شهروندی و مهاجرت (فرم I – 9)
- یک شهروند ایالات متحده
- خارجیان غیر شهروند در ایالات متحده
- اقامت دائم
- شهروند خارجی مجاز به کار کردن

برای این که بتوان به عنوان یک خارجی اجازه کار گرفت. باید با در درست داشتن شماره (A-Number) و نشان دادن تاریخ موعد منقضی شدن اجازه کار اقدام کرد.
حملات ۱۱ سپتامبر جنبه ضعف سیستم مهاجرت را روی میز آورد. بعد از ۱۱ سپتامبر، ایالات متحده تمرکز خود را بر تقویت قوانین داخلی مربوط به مهاجرت گذاشت تا مهاجرت غیرقانونی را کاهش دهد و با شناسای و حذف جنایتکاران خارجی از بروز یک حمله تروریستی دیگر جلوگیری نماید.